# Der Polar
DER POLAR (* 7. Dezember 1981 in Aachen, bürgerlicher Name Stephan Piez) ist ein deutscher Singer-Songwriter und Produzent.

## Leben
Stephan Piez wuchs in der Nähe von Aachen auf. Mit sieben Jahren besuchte er eine Musikschule, lernte Keyboard und Klavier spielen und brachte sich autodidaktisch das Komponieren bei. Bereits als Keyboarder gewann Piez zusammen mit seiner Schulband zahlreiche kleinere Wettbewerbe. Nach abgeschlossener Ausbildung an der SAE Köln und einem Bachelor-Studium an der SAE Berlin in Zusammenarbeit mit der Middlesex University in London veröffentlichte er 2007 seine Abschlussarbeit mit dem Thema "Die Best Ager - Eine Zielgruppe im Musikmarkt der Zukunft". Im gleichen Jahr schrieb Stephan Piez unter dem Pseudonym DER POLAR einige Demos, die er an den Hamburger Produzenten Stani Djukanovic schickte. Das Label des Medienunternehmers Frank Otto, ferryhouse, nahm den Künstler 2010 schließlich unter Vertrag. Das Debüt-Album Herz+Blut wurde bis auf den letzten Titel von Stephan Piez selbst geschrieben, aufgenommen, gesungen und produziert. Lediglich die Radioversion der Single "Ich bin bei dir" wurde in Zusammenarbeit mit Roland Spremberg (A-ha, Reamonn) produziert. Das Album erschien am 30. September 2011.
Ende 2010 veröffentlichte DER POLAR einen provokativen Videoclip mit dem Titel Egoshooter, welcher jedoch wenige Wochen nach Veröffentlichung auf YouTube gesperrt wurde. Im Februar 2011 wurde Weggewischt als erste offizielle Single ausgekoppelt. Im September 2011 erschien die zweite Single Ich bin bei dir. Das Video, in dem Cosma Shiva Hagen mitspielt, belegte Platz eins der Wochen- und Monats-Charts auf MTV.de.
Als Songwriter schreibt und produziert Stephan Piez auch für andere Künstler wie Annett Louisan, Glasperlenspiel oder Deine Jugend. Er war an 4 Nummer 1 Alben beteiligt, zudem gilt er als Entdecker von Florian Künstler. Zum 6. Studioalbum, der Echo-Preisträgerin Annett Louisan "Zu viel Information" steuerte Piez neben dem Song "Das Rezept", die zweite Single-Auskopplung "Besonders" bei. Das Album stieg auf Platz 3 der deutschen Album-Charts ein und hielt sich daraufhin mehrere Monate in den Charts.

## Kritik
Das Album Herz+Blut wurde von der Kritik überwiegend positiv aufgenommen. laut.de lobte die „ungekünstelte, schonungslose Authentizität in den Lyrics“ und die „musikalische Eigenständigkeit“. Die Frauenzeitschrift Petra schrieb Herz+Blut sei „…ein blitzsauberes, sehr cleveres und grundentspanntes kleines Pop-Meisterwerk.“ Lediglich die Jugendzeitschrift Bravo kritisierte, dass Herz+Blut mit schönem Electro-Sound begeistert, viele Lieder aber „ziemlich gleich“ klingen würden.
Die Videoplattform YouTube sperrte 2010 das Video zum Song Egoshooter, was eine kleinere Debatte im Internet auslöste. Auf anderen Plattformen ist das Video nach wie vor zu sehen. Frank Otto verteidigte den Künstler: “Hier wird offensichtlich mit zweierlei Maß gemessen. Das Video zu „Egoshooter“ spricht eine Bildsprache, die vielen als abschreckendes Beispiel dienen kann und von den kommerziell getriebenen Inhalten, die unter anderem im altersgeschützten Youtube-Bereich angeboten werden, weit entfernt ist. Der Polar erzählt die Realität.”
In einem Interview mit der Zeitschrift inTouch, im September 2011, äußerte sich Stephan Piez persönlich zu den Vorwürfen, es seien Oralsex und Kokainkonsum zu sehen. „Es hat eine eindeutige Message, nämlich gegen Drogen zu sein. Der Song ist sehr persönlich und handelt von einem guten Freund von mir, der ein großes Suchtproblem hatte.“

## Trivia
Da Stephan Piez alle Instrumente selbst eingespielt hatte, 2011 jedoch noch keine Gitarre spielen konnte, musste er die Gitarrenparts auf Herz+Blut mit Keyboard, Computer, Sampler und digitalem Gitarrenverstärker simulieren. Dies tat er so realistisch, dass sein Album in einer der bekanntesten deutschen Gitarrenzeitschriften, Gitarre & Bass, für seine „geschmackvolle[n] Gitarren-Spots“ gelobt wurde.

## Diskografie

### Singles
- Überlegt zu gehen (2022)
- LOOP (2021)
- Alles scheiße, aber Sommer (2020)
- Weggewischt (2011, ferryhouse)
- Ich bin bei dir (2011, ferryhouse)
- Egoshooter (2010)

### Alben
- Herz + Blut (CD, 2011, Ferryhouse Productions, Warner)[10]